# Дуфензе
Дуфензе (нім. Duvensee) — громада в Німеччині, розташована в землі Шлезвіг-Гольштейн. Входить до складу району Герцогство Лауенбург. Складова частина об'єднання громад Зандеснебен-Нуссе.
Площа — 12,4 км2. Населення становить 542 ос. (станом на 31 грудня 2020).

## Галерея

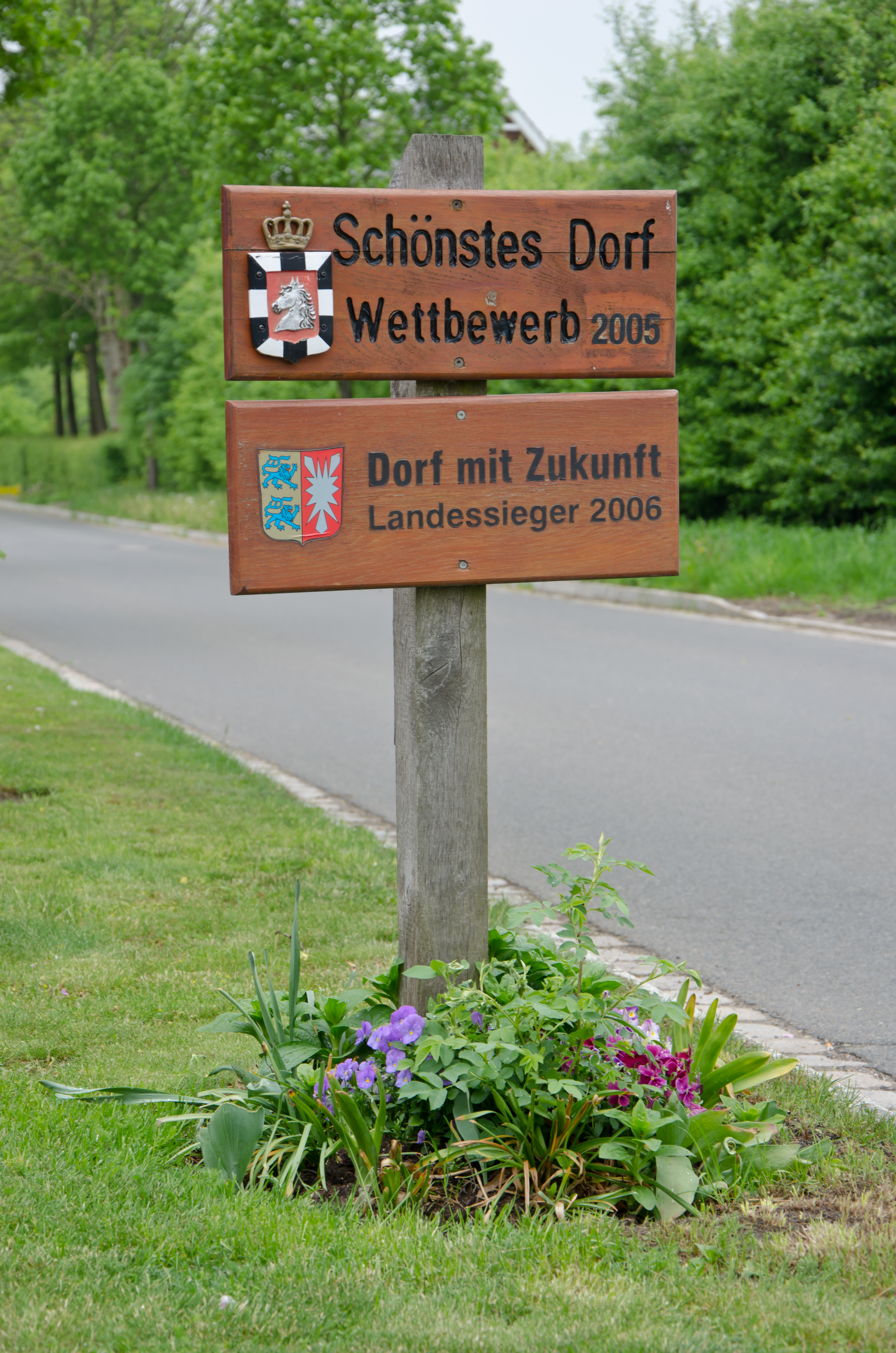